# Camille Polonceau
Jean-Barthélémy Camille Polonceau (29. října 1813 Chambéry – 21. září 1859 Viry-Châtillon) byl francouzský železniční inženýr.
V roce 1839 vynalezl nový způsob konstrukce nosníku. Nosník, používaný často v konstrukci střech, byl nazván „jedním z nejúspěšnějších systémů konstrukce střech devatenáctého století“.
V letech 1842–1847 byl ředitelem železniční společnosti, provozující dráhu mezi Štrasburkem a Basilejí. Pro Napoleona III. zkonstruoval a postavil císařský vlak pro železniční dráhu mezi Paříží a Orléansem.
Polonceauovo jméno je jedno z jmen, napsaných na Eiffelově věži.